# Czyszczenie kamienic
Czyszczenie kamienic – w polskiej literaturze zachowanie właścicieli nieruchomości bądź osób działających w ich imieniu w stosunku do mieszkańców polegające na utrudnianiu zamieszkiwania w kamienicy w celu pozbycia się niechcianych lokatorów za pomocą różnych sposobów, m.in. odcięcie dostępu do mediów bądź wywieranie różnego rodzaju presji, by osoby te wyprowadziły się z mieszkania.
Zabieg ten stosują najczęściej nowi właściciele nieruchomości, planujący doprowadzić do jak najszybszego opróżnienia budynku i zmianę dotychczasowego jego przeznaczenia bądź nawet wyburzenia i wybudowanie nowego. Proces ten najczęściej dotyka lokatorów mieszkań komunalnych i socjalnych w zreprywatyzowanych kamienicach. Zdarza się jednak, że ofiarą czyścicieli padają też osoby posiadające mieszkania na własność.

## Geneza
Zanim „czyszczenie kamienic” zostało spenalizowane w polskim kodeksie karnym, prawo chroniło lokatorów, którzy mieszkania w kamienicach dostawali jeszcze z przydziału. Jeśli właściciel chciał się ich pozbyć, mógł rozwiązać umowę z zachowaniem trzyletniego okresu wypowiedzenia tylko w wypadku, gdy w mieszkaniu chciał zamieszkać on sam lub jego najbliżsi, jednakże dzięki tzw. „czyścicielom” kamienic prawo można było omijać. Z czasem tajemnicze firmy lub biznesmeni zaczęli kupować kamienice z lokatorami, następnie pozbywali się ich, a opuszczone mieszkania remontowali, sprzedając nieruchomość z zyskiem.

## Historia
O tym procederze zrobiło się głośno w mediach w 2012, m.in. dzięki dziennikarzom poznańskiego dodatku „Gazety Wyborczej”. To właśnie w Poznaniu właściciele kamienic zaczęli zatrudniać tzw. „czyścicieli”. GW nagłośniła sprawę związaną z mieszkańcami kamienicy przy ulicy Stolarskiej. Po przejęciu nieruchomości przez dwóch poznańskich przedsiębiorców, pojawili się w niej tzw. „czyściciele”, którzy na zlecenie właścicieli zajmowali się zmuszaniem lokatorów do wyprowadzki. W poznańskim budynku wynajęto robotników, którzy rozpoczęli remont. Nadzór budowlany określił to „celową dewastacją” (rozbijanie ściany, wiercenie dziury w sufitach, zalewanie mieszkania). Odcięte zostały również gaz i woda. Sytuację tę opisano w lipcu 2012 roku w reportażu w „Dużym Formacie”. Tydzień później policja zatrzymała „czyścicieli”, a prokuratura uznała ich remont za stalking (w tym wypadku uporczywe nękanie lokatorów). 
W 2016 tygodnik „Newsweek” jako najbardziej znanego czyściciela kamienic przedstawił Marka Mossakowskiego związanego z aferą reprywatyzacyjną w Warszawie (przykładem jest kamienica przy Nabielaka 9, gdzie mieszkała Jolanta Brzeska. W 2006 była ona warta 1,7 miliona złotych – z lokatorami. W tym samym czasie wyceniono ją również na prawie 3,7 mln złotych – bez lokatorów).
W 2015 prezydent Polski, Andrzej Duda, podpisał ustawę chroniącą nękanych lokatorów kamienic, będącą „reakcją ustawodawcy na zachowania właścicieli nieruchomości, którzy dążąc do uzyskania władztwa nad mieszkaniami, utrudniają lokatorom korzystanie z zajmowanych mieszkań, najczęściej poprzez wyłączanie prądu lub ogrzewania, odcinanie dostępu do wody, dewastowanie budynku, zanieczyszczania oraz niszczenia jego części wspólnych np. poprzez usuwanie drzwi i okien”. Czyszczenie kamienic zostało spenalizowane art. 191 § 1a Kodeksu karnego. Nowelizacja wprowadziła karę pozbawienia wolności do lat 3. Podlega jej ten, kto dokonuje zmuszenia innej osoby do określonego działania, zaniechania lub znoszenia, stosowanie przemocy innego rodzaju uporczywie lub w sposób istotnie utrudniający innej osobie korzystanie z zajmowanego lokalu mieszkalnego.
Zmiany dokonane zostały w Prawie budowlanym oraz Kodeksu postępowania w sprawach o wykroczenia. Do Prawa budowlanego dodano m.in. przepis, według którego budynki powinny być w czasie ich użytkowania poddawane kontroli w przypadku zgłoszenia przez lokatorów dokonania „nieuzasadnionych względami technicznymi lub użytkowymi ingerencji lub naruszeń”. Do ustawy dodano, że wykroczeniem stało się również nieprzeprowadzenie kontroli obiektu przez jego właściciela lub zarządcę, gdy zgłoszono, iż w obiekcie dokonano nieuzasadnionej ingerencji lub naruszenia.

## Sposoby czyszczenia kamienic
Beata Siemieniako, autorka książki Reprywatyzując Polskę ukazała trzy metody oczyszczania zreprywatyzowanej kamienicy z tzw. „wkładki mięsnej” stosowane przez nowych właścicieli:

### Metoda „Na gniazdo gołębi”
Przykładowo – zainstalowanie na poddaszu gołębnika lub zerwanie dachu w czasie sierpniowych burz. Głuche telefony, wrzucanie do skrzynek wstęg „Ostatnie pożegnanie”, robactwa na schody, śmieci na podjazd dla samochodów czy przebijanie opon.
Od 1 stycznia 2016 roku do Kodeksu karnego wprowadzono przepis art. 191 § 1a, zgodnie z którym nękanie lokatorów nawet w sposób niebezpośredni jest zagrożone karą do 3 lat pozbawienia wolności, ale przepis się nie przyjął: W 2016 r. w Krajowym Rejestrze Karnym nie odnotowano prawomocnego skazania osoby dorosłej za czyn z tego artykułu.
Poznański właściciel kamienicy, który wymontowywał okna, odcinał wodę, prąd i gaz, wyrzucał śmieci na klatkę schodową i robił podkopy pod fundamentami, udając, że to remont; został skazany na rok pozbawienia wolności w zawieszeniu na 3 lata, 20 tys. złotych do zapłaty nękanym i 10 tys. grzywny.

### Metoda „Na remont”
Głośny i długotrwały remont przeprowadzany w godzinach nocnych, przypadkowe pęknięcie ściany lub rury, wymontowanie okien, awarie w dostępie do mediów, podwyżki czynszu. Remontem można także uzasadnić wypowiedzenie umowy najmu (przy zapewnieniu lokalu zamiennego).

### Metoda „Na godziwy zysk”
Jednym ze sposobów na pozbycie się lokatorów jest podniesienie czynszu w celu tzw. „godziwego zysku”, którego ścisłe znaczenie nie istnieje.

## „Czyszczenie kamienic” w kulturze
9 kwietnia 2013 w Teatrze Ósmego Dnia w Poznaniu odbyła się premiera filmu Lokatorzy na sprzedaż, dokumentującego zmagania mieszkańców kamienic przy ulicy Stolarskiej z czyścicielami kamienic. Utwór zrealizowany został przez grupę filmową Kontrplan. Problem w realiach amerykańskich pokazany został także w czwartym odcinku pierwszego sezonu serialu W garniturach.